# La Dame de chez Maxim's (film, 1912)
Pour les articles homonymes, voir La Dame de chez Maxim (homonymie).
Pour plus de détails, voir Fiche technique et Distribution.
La Dame de chez Maxim's est un film muet français réalisé par Émile Chautard, sorti en 1912. Il s'agit d'une adaptation de la pièce La Dame de chez Maxim de Georges Feydeau.

## Fiche technique
- Titre : La Dame de chez Maxim's
- Réalisation : Émile Chautard
- Scénario : d'après la pièce La Dame de chez Maxim de Georges Feydeau
- Pays d'origine :  France
- Langue : film muet avec les intertitres  en français
- Format : Noir et blanc — 35 mm — 1,33:1 — Muet
- Genre : comédie
- Dates de sortie :
  -  France : 1912

## Distribution
- Betty Daussmond : La Môme Crevette
- Edmond Duquesne : Général Petypon du Grêlé
- Geo Leclercq : Lieutenant Corignon
- Célestin Moret : Petypon
- Robert Saidreau : Mongicourt
- Renée Sylvaire : Clémentine Petypon du Grêlé